# Municipio de Hogan (Arkansas)
El municipio de Hogan (en inglés: Hogan Township) es un municipio ubicado en el condado de Franklin en el estado estadounidense de Arkansas. En el año 2010 tenía una población de 1514 habitantes y una densidad poblacional de 31,27 personas por km².

## Geografía
El municipio de Hogan se encuentra ubicado en las coordenadas 35°25′43″N 93°46′5″O / 35.42861, -93.76806. Según la Oficina del Censo de los Estados Unidos, el municipio tiene una superficie total de 48.41 km², de la cual 45.59 km² corresponden a tierra firme y (5.84%) 2.83 km² es agua.

## Demografía
Según el censo de 2010, había 1514 personas residiendo en el municipio de Hogan. La densidad de población era de 31,27 hab./km². De los 1514 habitantes, el municipio de Hogan estaba compuesto por el 95.18% blancos, el 0.66% eran afroamericanos, el 0.99% eran amerindios, el 0.86% eran asiáticos, el 0.13% eran isleños del Pacífico, el 0.86% eran de otras razas y el 1.32% pertenecían a dos o más razas. Del total de la población el 2.18% eran hispanos o latinos de cualquier raza.